# Bożidar Milenkow
Bożidar Milenkow (buł. Божидар Миленков, ur. 1 grudnia 1954) – bułgarski kajakarz. Brązowy medalista olimpijski z Moskwy.
Zawody w 1980 były jego drugimi igrzyskami olimpijskimi, debiutował w 1976. Pod nieobecność sportowców z części krajów tzw. Zachodu, zajął trzecie miejsce w kajakowej czwórce na dystansie 1000 metrów. Osadę łodzi tworzyli również Borisław Borisow, Łazar Christow i Iwan Manew.